# 버지니아 캐롤
버지니아 캐롤(Virginia Carroll, 1913년 12월 2일 ~ 2009년 7월 23일)은 미국의 배우, 텔레비전 배우, 영화배우이다.
로스앤젤레스에서 태어났으며 샌타바버라에서 사망하였다. 포리스트 론 메모리얼 파크에 매장되었다.

## 영화
- 실물보다 큰 (1956년)
- 굿모닝 미스 도브 (1955년)
- 난폭한 토요일 (1955년)
- 사우스 스트리트의 소매치기 (1953년)
- 슈퍼맨 - 48년작 (1948년) - 마샤 켄트 역
- 블랙 위도우 (1947년)
- 스매쉬업 (1947년)
- 애수 (1940년)
- 딕 트레이시 리턴즈 (1938년)
- 조지 화이트의 1935 스캔달 (1935년)
- 로버타 (1935년)